# Anthemius
Procopius Anthemius (kolem 420 – 11. července 472) byl západořímský císař v letech 467 až 472. Tento velice urozený východní aristokrat se osvědčil jako zdatný velitel. Východořímský císař Leon I. ho proto se souhlasem generála Ricimera, faktického vládce Západu, dosadil na trůn v Itálii.
Po jeho nástupu podnikly spojené východní a západní vojenské síly v roce 468 obrovskou námořní výpravu do Afriky proti Vandalům krále Geisericha. Toto tažení, představující poslední šanci na záchranu hroutící se západní říše, skončilo zničující porážkou římské flotily. Anthemius rovněž neúspěšně zakročil proti rostoucí moci Vizigótů, vedených králem Eurichem, v jižní Galii. Prohlubující se rozpory mezi ním a Ricimerem vyústily v otevřený konflikt, během něhož generál oblehl císaře v Římě. Když město po několika měsících dobývání padlo, Anthemius přišel při útěku o život.

## Život

### Původ a kariéra
Anthemius se narodil v Konstantinopoli někdy okolo roku 420. Jeho děd z matčiny strany Flavius Anthemius vykonával v letech 405 až 414 úřad pretoriánského prefekta. V této funkci řídil státní záležitosti ve východořímské říši namísto císaře Arcadia a jeho nezletilého syna Theodosia II. Anthemiův otec Procopius působil v letech 422 až 424 jako vrchní velitel v Orientu (magister militum per Orientem). Procopiovým předkem byl stejnojmenný uzurpátor z šedesátých let 4. století, spřízněný s konstantinovskou dynastií.
V roce 453 se Anthemius oženil s Marcií Euphemií, dcerou tehdejšího východního císaře Marciana. Krátce po svatbě byl ustanoven do vojenské hodnosti comes, přičemž sloužil na dunajské hranici, nacházející se po smrti hunského krále Attily v rozvratu. Po návratu do Konstantinopole roku 454 ho Marcianus obdařil titulem patricius a současně ho učinil jedním z nejvýše postavených generálů (magister militum praesentalis). O rok později zastával konzulát společně se západořímským panovníkem Valentinianem III. Svatba s císařovou dcerou a jmenování do prestižních civilních a vojenských funkcí naznačují, že Marcianus mohl v Anthemiovi spatřovat svého potenciálního následníka. Kronikář Ioannes Malalas dokonce nesprávně uvádí, že ho pozvedl k vládě na Západě.
Po sesazení západního císaře Avita v říjnu 456 Marcianus pravděpodobně uvažoval o Anthemiovi jako o jednom z pretendentů uprázdněného trůnu. Tuto možnost ale zmařila jeho smrt v lednu 457. Anthemius mohl jako zeť zemřelého císaře doufat v získání vlády v Konstantinopoli. Rozhodující slovo v otázce nástupnictví po Marcianovi ovšem náleželo mocnému generálovi Asparovi, jemuž barbarský původ a ariánská víra překážely v tom, aby se sám chopil trůnu. Aspar se vyslovil pro méně výrazného jedince, než jakým byl Anthemius, a novým císařem učinil vojáka z povolání Leona, zastávajícího předtím hodnost pouhého tribuna.
Anthemius sloužil pod Leonem nadále jako magister militum a dosáhl dvou vítězství nad barbary napadajícími balkánské provincie říše. Kolem roku 460 v Illyriku porazil Ostrogóty pod velením Valamera. V zimě v letech 466 až 467 si podrobil skupinu Hunů vedených jistým Hormidakem, jež překročila zamrzlý Dunaj a drancovala Dácii. Útočníci dobyli město Serdica (dnešní Sofie), načež je zde Anthemius oblehl a vyhladověl.

### Nástup na trůn
Na podzim 465 zemřel císař Libius Severus, vládnoucí Západu jako loutka patricia a generála germánského původu Ricimera. Během následného, zhruba jeden a půl roku trvajícího interregna probíhala mezi Leonem a Ricimerem intenzivní jednání ohledně výběru Severova nástupce. Vandalský král Geiserich prosazoval vlastního kandidáta, jímž byl senátor Olybrius. Ten byl jako manžel Placidie, dcery Valentiniana III., jejíž starší sestra Eudocia se provdala za králova syna Hunericha, Geiserichovým příbuzným. Vandalové podnikali každoroční nájezdy na Sicílii a do Itálie, devastovali tamější města a plenili pobřežní oblasti. Poté vystupňovali svůj tlak, když se vypravili dále na východ a zpustošili Ilýrii, některé části Řecka a Peloponés.
Na jaře 467 se Leon se souhlasem Ricimera rozhodl ustavit Marcianova zetě za císaře Západu. Anthemius byl nejprve v Konstantinopoli pozvednut do hodnosti caesara. Pak se v doprovodu značných vojenských posil z Východu a dalmatského velitele Marcellina vydal do Itálie, kde ho 12. dubna 467 v nevelké vzdálenosti od Říma prohlásili za augusta. Jmenováním Anthemia se Leon zbavil možného konkurenta v Konstantinopoli a zároveň postavil do čela Západu schopného a zkušeného vojevůdce pro připravované tažení proti Vandalům. Vztahy mezi oběma polovinami říše se po dobu Anthemiova panování vyznačovaly mimořádným souladem. Oba císařské dvory spolupracovaly při výběru dvojic konzulů pro příslušný rok. V roce 468 se Anthemiovi dostalo nebývalé pocty, jelikož směl zastávat konzulát bez kolegy (sine collega). Jeho syn Flavius Marcianus vykonával v dalších letech tento úřad dvakrát. Soudržnost mezi císaři ještě prohloubila svatba Flavia Marciana s Leonovou mladší dcerou Leontií v roce 471.
Jakmile Anthemius získal vládu, musel čelit řadě vážných výzev. Jeho vláda se fakticky omezovala pouze na Itálii, neboť ostatní části západořímské říše se nacházely různou měrou pod kontrolou barbarů či různých lokálních skupin. Galská aristokracie podpořila nového císaře a v jižní Galii se mu podvolili Vizigóti a Burgundi, vystupující dosud jako římští spojenci (foederati). Pro Anthemiovo politické přežití bylo však klíčové jeho soužití s všemocným generálem Ricimerem, který se v předchozích letech podílel na sesazení jeho předchůdců Avita a Maioriana a nastolení Severa. Brzy po svém příchodu do Itálie proto vstoupil do příbuzenského svazku s Ricimerem a provdal za něho svoji jedinou dceru Alypii.

### Válka s Vandaly

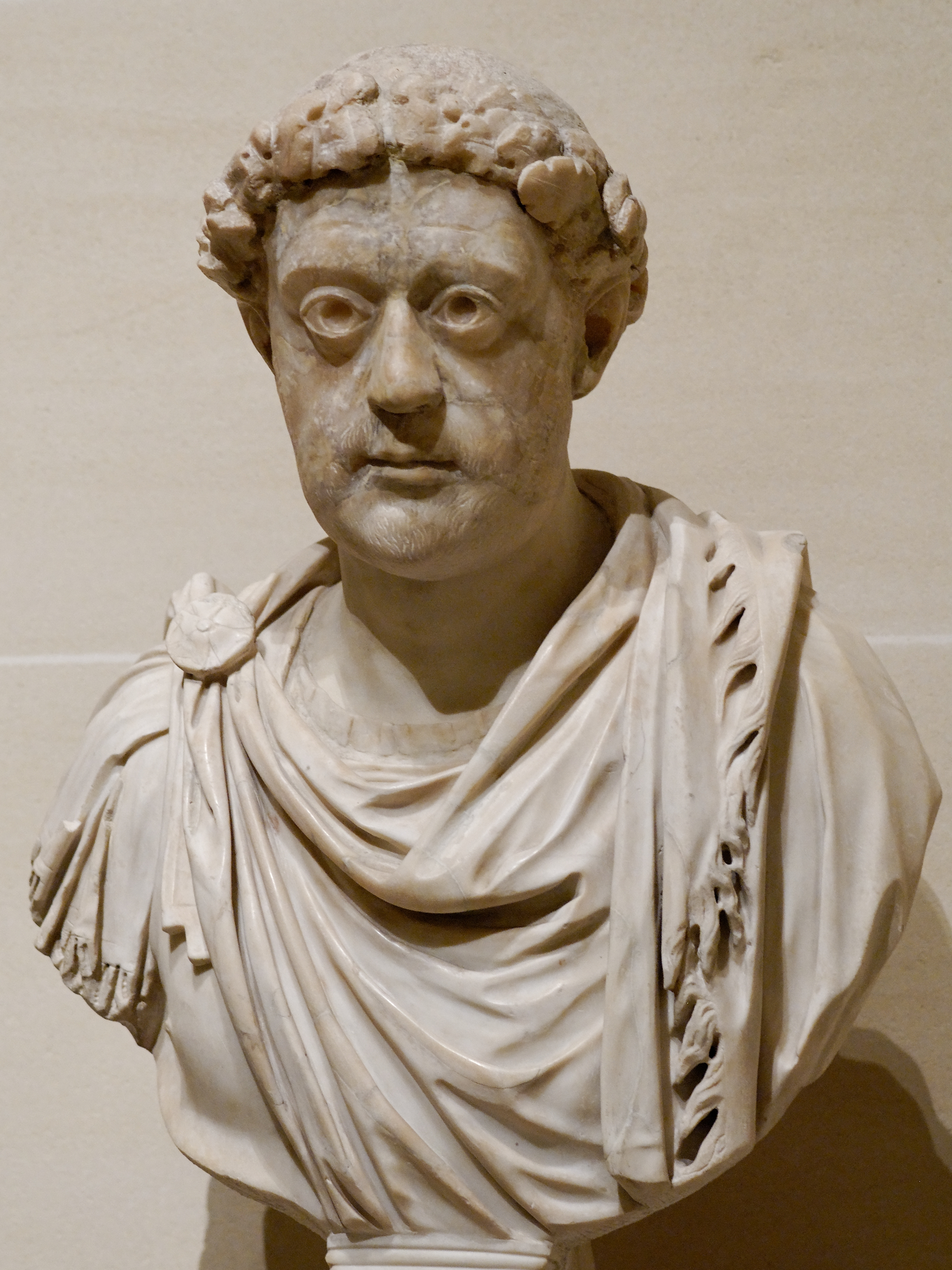
Busta východořímského císaře Leona I.

Svatba Ricimera s Alypií tvořila pouze dílčí článek politiky užší spolupráce mezi Východem a Západem. Jejím stěžejním cílem byla zvažovaná invaze do Afriky, nejvíce prosperující části západní říše, obsazené Vandaly. Již před Anthemiovým nástupem se Leon pokusil diplomatickou cestou přimět Geisericha, aby přestal napadat Itálii a Sicílii, nicméně vandalský král ignoroval císařovy návrhy. Krátce po Anthemiově intronizaci byla proti Vandalům přichystána expedice, zřejmě pod velením Marcellina, jejímuž uskutečnění ale zabránilo nepříznivé počasí. K rozhodujícímu střetnutí došlo v roce 468, kdy kombinované východní a západní síly uspořádaly mohutnou, koordinovanou vojenskou operaci ke znovudobytí Afriky. Prameny uvádí, že Leon shromáždil obrovskou flotilu sestávající z 1100 obchodních lodí a válečných dromónů, osazených 100 000 námořníky a vojáky. Vybudování takového loďstva spolykalo ohromné množství finančních prostředků. Střízlivější soudobé odhady hovoří o tom, že jen východní císař vynaložil na tento podnik 103 000 liber zlata. Tato nezměrná suma navíc nezahrnuje částku poskytnutou Anthemiem, jenž měl přispět přibližně čtvrtinou celkových nákladů.
Římané se podobně jako v roce 461 chtěli vyvarovat námořní bitvy a po vylodění vojska na souši plánovali pozemní střet s nepřítelem. Jádro jejich sil, jejichž velením Leon pověřil svého švagra Basiliska, mělo přistát nedaleko Kartága. Dva podpůrné útoky měly současně směřovat na Sardinii a do Tripolitánie. Tažení se zpočátku vyvíjelo nadmíru příhodně pro Římany, neboť Marcellinus zahnal vandalskou posádku ze Sardinie a posléze se zmocnil také Sicílie. Z Egypta vypravené vojsko přistálo pod vedením generála Heraclia v Tripolitánii, s pomocí místních lidí vypudilo Vandaly z tamějších měst a vyrazilo na sever ke Kartágu, kde se mělo spojit s Basiliskem. Ten mezitím dorazil s loďstvem k mysu Bon, ve vzdálenosti asi šedesáti kilometrů od Kartága.
Geiserich se ocitl v takových nesnázích, že toto město nechal vyklidit. Podle antických pramenů mohl Basiliskos bez obtíží dosáhnout vítězství, pokud by jednal rázně a energicky. Místo toho ovšem nepochopitelně přistoupil na Geiserichovu nabídku pětidenního příměří. Vandalský král využil dodatečného času k seskupení dostupných plavidel, a když zavál příznivý vítr, vypustil na kotvící římskou flotilu zápalné lodě. Mezi Římany vypukl zmatek, načež Vandalové zahájili drtivý útok. Moderní badatelé se rozcházejí v hodnocení rozsahu nastalé zkázy. Někteří se domnívají, že náhlý a překvapivý úder Vandalů vedl ke zničení poloviny římského loďstva. Jiní považují ztráty Římanů za výrazně nižší. Basiliskos přesto nemohl učinit nic jiného než odvolat útok na Kartágo a stáhnout trosky poničené flotily na Sicílii.
Nezdar expedice představoval skutečnou pohromu, protože tím pohasla poslední naděje na obnovu západořímské říše. Leon vyčerpal všechny finanční rezervy Východu, a nemohl se tedy znovu pokusit o vyvrácení vandalského království, zatímco Anthemius a Ricimer nedisponovali nezbytnými materiálními ani lidskými zdroji. Vandalové záhy získali zpět své pozice na Sicílii a Sardinii. Marcellinus byl ihned po neúspěchu tažení zrádně zavražděn jedním ze svých důstojníků. Jeho vraždu pravděpodobně podnítil Ricimer, jenž se tak zbavil konkurenta v boji o dominanci v Itálii a připravil Anthemia o nejvýznamnějšího spojence.

### Tažení proti Vizigótům
Africké fiasko uštědřilo vážnou ránu prestiži říše a zásadně podkopalo schopnost západořímské vlády efektivně zasahovat do dění v Galii. Tuto skutečnost si jako jeden z prvních uvědomil ambiciózní vizigótský král Eurich, který na rozdíl od svých předchůdců začal usilovat o vytvoření vlastní, na říši nezávislé domény. Jeho první vojenskou akcí byla výprava do Hispánie proti Svébům v roce 468, ačkoli v tomto případě nelze vyloučit, že se jednalo o součást širší římské ofenzívy proti Vandalům. O dva roky později se Eurich plně chopil iniciativy a vytáhl na sever proti Bretoncům vedeným králem Riothamem, Anthemiovým spojencem. Riothamus v tomto střetu Eurichovi podlehl a uprchl k Burgundům do východní Galie. Vizigóti po tomto vítězství opanovali Tours a Bourges a posunuli hranice svého záboru až k řece Loiře. Jejich další expanzi do severní Galie bránily zbytky římského rýnského vojska, jejichž velitelem byl comes Paulus, podporované sálskými Franky krále Childericha.
Eurich poté obrátil svoji pozornost na jihovýchod, směrem k Arelate (Arles), sídlu římské správy v Galii. Anthemius se rozhodl zamezit rozpínavosti Vizigótů a v roce 471 vyslal za Alpy vojsko pod velením svého syna Anthemiola. Zároveň Eurichovi nabídl, že mu odstoupí kraj Auvergne ve střední Galii výměnou za strategicky důležité území města Narbo (Narbonne), zajišťující pozemní spojení s Hispánií. Eurich ale tento návrh nepřijal. Když Anthemiolus překročil řeku Rhônu, vizigótský král ho porazil a zabil. Po tomto nezdaru Anthemius upustil od dalších snah o znovudobytí nějaké části Galie. Pod kontrolou Říma zůstala v této zemi pouze oblast kolem měst Arelate a Massilia (Marseille) na jihovýchodě a Arvernum (Clermont) v Auvergne, udatně hájené Avitovým synem Ecdiciem. Galský básník Sidonius Apollinaris v jednom ze svých dopisů popisuje těžký úděl loajálních galorománských aristokratů, kteří nemohli očekávat pomoc ze strany ústřední moci, a tak jim nezbylo než volit mezi odchodem do exilu a vstupem do řad církve.

### Vnitřní politika
Anthemius se podobně jako jeho předchůdci potýkal se západořímskou senátorskou aristokracií, prosazující často vlastní zájmy na úkor státu. V ohnisku jeho pozornosti se nacházeli zejména italští velkostatkáři. Protože nadále pomýšlel na zachování západní říše v oblastech nalézajících se mimo Itálii, usiloval rovněž o podporu senátorů z provincií, zvláště z Galie. Určitá část politicky agilních kruhů se však stavěla proti Anthemiovi kvůli jeho řeckému původu a někdejší příslušnosti k východnímu dvoru. Mimoto na něm ulpělo podezření z náklonnosti k pohanství.
Císař se snažil získat přízeň vyšších vrstev až nadměrným udělováním vysokých hodností a úřadů, což se týkalo hlavně titulu patricius. Podle východního vzoru zavedl Anthemius do praxe jmenování civilních úředníků do hodnosti patriciů, jež byla na Západě vyhrazena především pro vojenské velitele. Někteří z obdařených náleželi k vysoce postaveným členům italské nobility, jakými byli senátoři Romanus a Moesius Phoebus Severus. Kromě Italů se z této pocty těšilo i několik galských aristokratů, Sidonius Apollinaris a Magnus Felix. Anthemius dále zamýšlel udělit titul patricia i arvernskému obránci Ecdiciovi.
Sidonius Apollinaris si panegyrikem oslavujícím Anthemia vysloužil počátkem roku 468 úřad městského prefekta v Římě. V této funkci se mimo jiné musel vypořádat s nedostatkem potravin ve městě, nepravidelně zásobovaného loděmi připlouvajícími z jižní Itálie. Do doby jeho prefektury spadá proces s pretoriánským prefektem Galie Arvandem. Skupina vlivných galských velkostatkářů ho v Římě obvinila ze zrádného spolčení s vizigótským králem Eurichem, jehož měl vybízet, aby si s Burgundy rozdělil Galii. Sidonius jako dřívější Arvandův přítel později u císaře dosáhl zmírnění trestu smrti na vyhnanství. V důsledku pokračující eroze autority říše v Galii se v sedmdesátých letech 5. století začaly množit obdobné případy odpadnutí. Nezanedbatelná část galských aristokratů se dosud houževnatě bila za to, aby zůstala součástí římské říše. Nicméně někteří velkostatkáři se z pragmatických důvodů rozhodli přidat na stranu nových germánských vládců, postupně vyplňujících existující mocenské vakuum.

### Roztržka s Ricimerem
Od počátku nesnadné soužití Anthemia a Ricimera postupně přerostlo v nezastřený souboj o vedoucí roli ve státě. Jejich komplikovaný vztah příliš neupevnil ani svazek mezi císařovou dcerou Alypií a Ricimerem, jelikož pár zůstal bezdětný. První skutečně vážný spor mezi císařem a jeho generálem vyvstal v souvislosti s Romanovou aférou v roce 470. Bývalý magister officiorum, patricius Romanus, se jako velice blízký Ricimerův spojenec zapletl do spiknutí proti císaři s úmyslem usednout na trůn. Anthemius ho proto obžaloval z velezrady a nechal popravit.
Ricimer v reakci na to opustil Řím a se 6000 muži, shromážděnými pro válku s Vandaly, se odebral do Mediolana (Milán). Císař se svým vojskem setrval v Římě. Oba se vzájemně zahrnovali urážkami a po jistý čas se propuknutí otevřeného konfliktu zdálo být neodvratné. Ricimer nazýval Anthemia Galatem a „Řekáčkem“ (Graeculus), kdežto Anthemius litoval, že provdal svoji dceru za Góta oděného v kůži. Zatímco se obě strany připravovaly k válce, dostavili se k Ricimerovi vůdčí severoitalští představitelé a žádali ho, aby v zájmu míru zanechal rozbroje s císařem. Úloha prostředníka připadla biskupovi Epifaniovi, jemuž se počátkem roku 471 podařilo vyjednat mezi nimi smír.

### Občanská válka a smrt

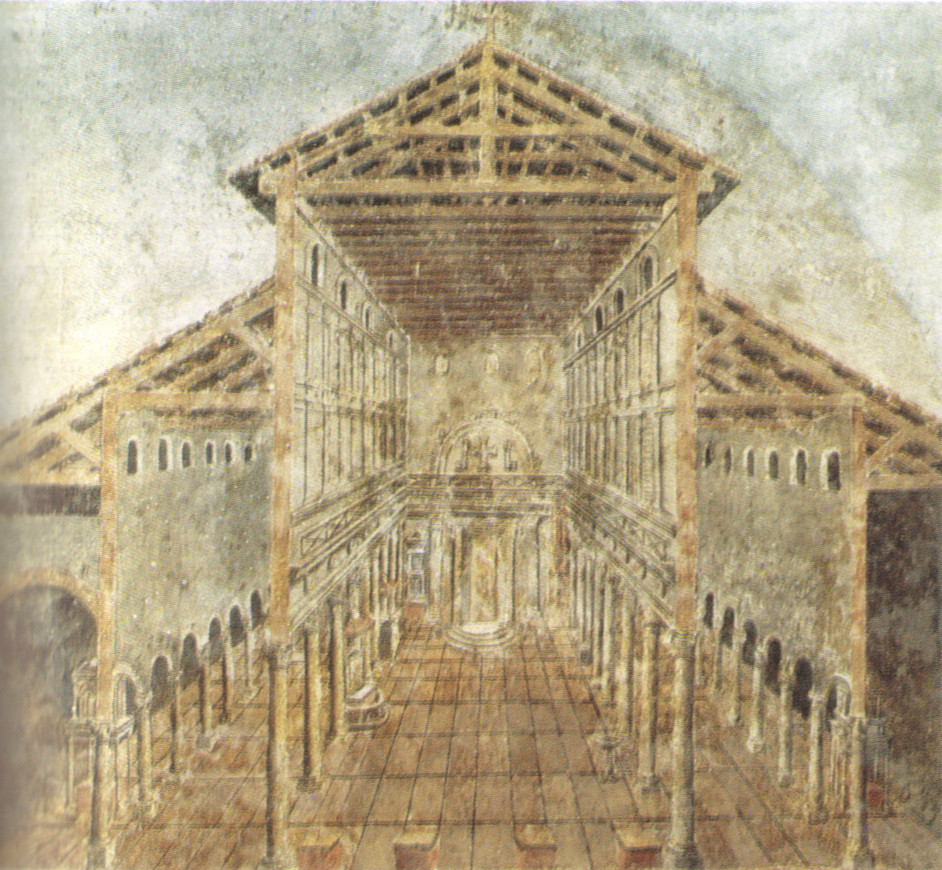
Původní bazilika svatého Petra, vybudovaná za Konstantina I.

Anthemiolova porážka v Galii roku 471 připravila Anthemia o většinu jeho vojska, a vychýlila tak dosavadní rovnováhu sil mezi ním a Ricimerem v generálův prospěch. Ricimer využil této příležitosti a v roce 472 oblehl císaře v Římě. Anthemius v obavách o život předstíral nemoc a vyhledal azyl v bazilice svatého Petra. Východní císař Leon vyslal do Říma Olybria, jehož pověřil urovnáním sporu mezi Anthemiem a Ricimerem. Podle Ioanna Malaly zároveň poslal Anthemiovi tajný dopis, v němž ho vybízel, aby Olybria odstranil. Ricimerovy stráže ale zprávu zadržely a předaly generálovi, který ji ukázal Olybriovi. Patrně v dubnu téhož roku ho Ricimer dal prohlásit za císaře proti Anthemiovi.
Obléhání Říma se protáhlo na pět měsíců, neboť obyvatelé města a zbývající Anthemiovi vojáci kladli svým protivníkům tuhý odpor. K Ricimerovi se přidala většina barbarských federátů, včetně Odoakera a jeho mužů. S jejich podporou generál vstoupil do města a odřízl Anthemiovy stoupence, soustředěné při Palatinu, od zásobování. Anthemius i Ricimer se následně obrátili se žádostí o pomoc do Galie. Burgundský magister militum per Gallias Gundobad se připojil ke svému strýci Ricimerovi. Prolomit obležení se pokusil blíže neznámý Bilimer, označovaný v pramenech jako „náčelník Galů“ (rector Galliarum). Ten ale v červenci přišel o život nedaleko Říma, čímž pohasla poslední šance na Anthemiovu záchranu. Někteří moderní historikové ztotožňují Bilimera s ostrogótským vojevůdcem Vidimerem, jenž měl někdy v této době dorazit se svým lidem do Itálie. Zbývající císařovi přívrženci, vyhladovělí a v beznadějném postavení, se poté vzdali nepřátelům. Anthemius se vydal na útěk, avšak v bazilice svatého Petra (podle jiného zdroje v bazilice Panny Marie v Trastevere) byl 11. července 472 dopaden a setnut Gundobadem.
V Anthemiovi zemřel poslední císař aktivně usilující o zachování západní říše. Třebaže disponoval potřebnými zdroji a měl nezbytné schopnosti a vůli zastavit rozklad Západu, jeho snaha skončila neúspěchem.

### Prameny
- JORDANES. Gótské dějiny; Římské dějiny. Praha: Argo, 2012 ISBN 978-80-257-0744-9
- PROKOPIOS Z KAISAREIE. Válka s Peršany a Vandaly. Praha: Odeon, 1985